# Bronsnavellav
Bronsnavellav (Umbilicaria polyrrhiza) är en lavart som först beskrevs av L., och fick sitt nu gällande namn av Elias Fries. Bronsnavellav ingår i släktet Umbilicaria och familjen Umbilicariaceae.  Arten är reproducerande i Sverige. Inga underarter finns listade i Catalogue of Life.